# Johannes Brenner (Fußballspieler)
Johannes Brenner (* 3. Januarjul. / 16. Januar 1906greg. in Mäo, Gouvernement Estland; † 9. September 1975 in Tallinn, Estnische SSR) war ein estnischer Fußballspieler.

## Karriere
Johannes Brenner begann seine fußballerische Karriere 1920 beim JK Tallinna Kalev, mit dem er 1923 Estnischer Meister wurde. Zwei weitere Landesmeistertitel gewann er in den Jahren 1926 und 1928 mit dem Tallinna Jalgpalliklubi, wohin er 1925 gewechselt war. Der Mittelstürmer Brenner schoss ironischerweise während seiner gesamten aktiven Zeit als Fußballer nur ein einziges Tor in der ersten estnischen Liga.
Im Juni 1923 debütierte Brenner als bis dato jüngster Nationalspieler im Alter von 17 Jahren und 159 Tagen in der Estnischen Nationalmannschaft gegen Litauen. Dieser Rekord hatte in Estland bis zum Jahr 2001 bestand, bis Jarmo Ahjupera (17 Jahre 82 Tage) ihn unterbot.
In den Jahren 1925 und 1926 absolvierte Brenner keine Länderspiele, erst wieder ab 1927 unter dem ungarischen Trainer Antal Mally. Mally trainierte die estnische Fußballnationalmannschaft in den Jahren 1927 und 1935.
Das letzte von insgesamt 16 Länderspielen, bei denen er insgesamt 4 Tore erzielte, machte Brenner während des Baltic Cups 1930 gegen Litauen.

## Spätere Jahre
Mit 24 Jahren beendete Johannes Brenner 1930 seine Fußballerkarriere. Er konzentrierte sich fortan auf seinen Beruf als Pilot der estnischen Luftwaffe.
Mit der sowjetischen Besetzung Estlands wurde Brenner 1941 als Luftwaffen-Mechaniker in die Rote Armee eingezogen. Er überlebte den Zweiten Weltkrieg und starb 1975 in Tallinn.

## Erfolge
- Estnischer Meister: 1923, 1926, 1928